# Antoni Subias i Fages
Antoni Subias i Fages (Figueres, Alt Empordà 15 de setembre de 1924 - 8 de febrer 2008) fou un metge català.

## Biografia
Es llicencià en medicina a la Universitat de Barcelona el 1949, on també s'hi doctorà el 1957. Es va especialitzar en radiologia i medicina nuclear, va ser cap del servei d'oncologia de l'Hospital de Sant Pau i professor de radiologia i terapèutica física de la facultat de medicina de la Universitat Autònoma de Barcelona. Ha sigut un dels pioners de l'ús de la radioteràpia a Catalunya
Va escriure un gran nombre de treballs, principalment sobre el tractament amb radiacions del càncer de mama, la utilització de radioisòtops en oncologia, la introducció de la gammagrafia, la quimioteràpia associada a les radiacions en el tractament dels tumors malignes, i altres. El 1994 va rebre la Medalla al treball President Macià. El 1999 va rebre la Creu de Sant Jordi.